# Batimetru

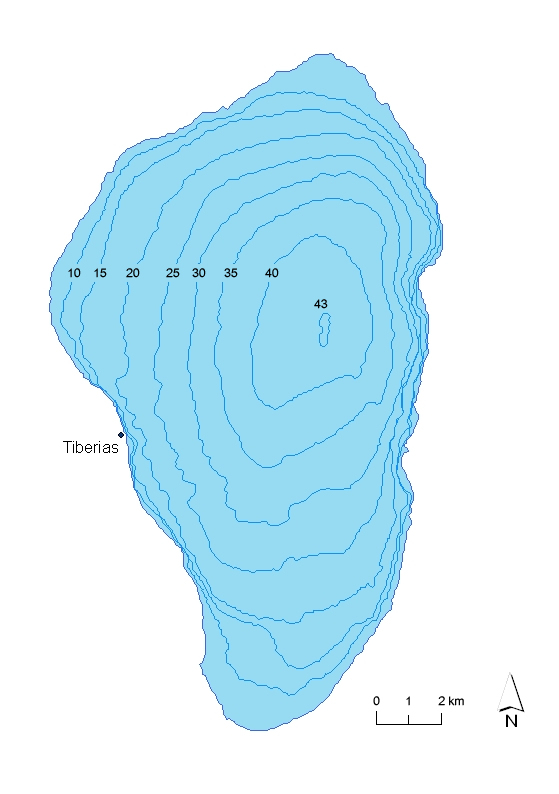
Hartă batimetrică a Mării Galileii

Batimetru se numește un aparat, de tip ecosondă, folosit pentru măsurarea adâncimii obiectelor aflate în apă. 
Tot batimetru se numește și un șubler de precizie pentru măsurarea adâncimii unor orificii.
Un batimetru înregistrator se numește batigraf.
Ramura hidrometriei care se ocupă cu măsurarea adâncimii apei din lacuri, râuri, mări și oceane se numește batimetrie. 
Batimetria poate fi considerată echivalentul acvatic al altimetriei.  Cu ajutorul batimetriei se pot realiza:
- monitorizarea colmatării lacurilor și râurilor
- explorarea agregatelor minerale de râu
- monitorizarea excavațiilor din balastiere
- alcătuirea hărților de risc la inundații
- secțiuni și hărti batimetrice

Hărțile batimetrice redau relieful fundului apelor prin curbe batimetrice (linii de pe o hartă care unesc punctele de egală adâncime ale reliefului fundului apelor) sau curbe hipsometrice.
În metodologia clasică de cartografiere batimetrică, adâncimile măsurate se raportează în cazul fiecărui perimetru la un nivel de referință local, corespunzător cotei ”zero” a mirei hidrometrice cea mai apropiată de zona de lucru. 
În România, legea nr. 402/2006 privind prevenirea accidentelor si organizarea activității de salvare din mediul subteran speologic, are ca anexă un barem de dotare a unei echipe salvaspeo din cadrul unui centru judetean salvaspeo cu echipament și materiale de intervenție îin mediul subteran și suprateran acvatic, care prevede, între altele, un număr de 4 batimetre. 